# Matteo Moschetti
Matteo Moschetti (Robecco sul Naviglio, 14 agosto 1996) è un ciclista su strada italiano che corre per il Q36.5 Pro Cycling Team. È professionista dal 2019 e ha caratteristiche di velocista.

## Carriera
Attivo tra gli Under-23 dal 2015 con la Viris Maserati, nel 2017 vince la Coppa Messapica valida come campionato italiano su strada di categoria. Nel 2018 passa alla Polartec-Kometa, la squadra Continental di Alberto Contador e Ivan Basso: in primavera conquista alcune gare tra Turchia e Grecia, e due tappe al Tour de Normandie, e con la maglia azzurra vince lo ZLM Tour nei Paesi Bassi, grazie anche al lavoro del compagno di squadra Edoardo Affini. A maggio arriva secondo in una tappa del Giro d'Italia Under-23, battuto solo dal belga Jasper Philipsen, mentre in agosto conquista una frazione della Vuelta a Burgos, gara di categoria 2.HC.
Nel 2019 passa ufficialmente alla Trek-Segafredo, WorldTeam per cui già era stato stagista negli ultimi mesi del 2017 e del 2018. In febbraio arriva secondo nella tappa di Hatta Dam all'UAE Tour vinta da Caleb Ewan, mentre in marzo è quarto al Grand Prix de Denain vinto da Mathieu van der Poel; corre poi il Giro d'Italia, ottenendo due piazzamenti top 5, e il Tour of Guangxi. Tra gennaio e febbraio 2020 vince due prove del Challenge de Mallorca, il Trofeo Felanitx, Ses Salines, Campos, Porreres e il Trofeo Playa de Palma; nel prosieguo della stagione, segnata dalla pandemia di COVID-19, non ottiene altri risultati, partecipando però per la prima volta alla Vuelta a España.
Nel 2021 vince la Per sempre Alfredo in Toscana, è quarto nella tappa di Termoli al Giro d'Italia e al Kampioenschap van Vlaanderen, e secondo in una frazione al Giro di Sicilia. Nella primavera 2022 fa sue una frazione alla Volta a la Comunitat Valenciana e una all'International Tour of Hellas, cogliendo nei mesi seguenti due secondi posti di tappa al Giro di Sicilia e alla Route d'Occitanie. A fine stagione firma per la nuova formazione svizzera Q36.5 Pro Cycling Team.

## Palmarès
- 2015 (Viris Maserati Under-23)

Coppa Comune di Livraga
- 2016 (Viris Maserati Under-23)

Targa Libero Ferrario
- 2017 (Viris Maserati Under-23)

Coppa Messapica (valida come Campionati italiani, Prova in linea Under-23)
Pistoia-Fiorano
Coppa d'Inverno
- 2018 (Polartec-Kometa, nove vittorie)

1ª tappa Tour of Antalya (Adalia > Adalia)
4ª tappa Tour of Antalya (Side > Adalia)
International Rhodes Grand Prix
2ª tappa International Tour of Rhodes (Rodi > Rodi)
4ª tappa Tour de Normandie (Évrecy > Argentan)
7ª tappa Tour de Normandie (Le Haye > Caen)
ZLM Tour (con la Nazionale italiana)
2ª tappa Vuelta a Burgos (Belorado > Castrojeriz)
2ª tappa Tour de Hongrie (Velence > Székesfehérvár)
- 2020 (Trek-Segafredo, due vittorie)

Trofeo Felanitx, Ses Salines, Campos, Porreres
Trofeo Playa de Palma - Palma
- 2021 (Trek-Segafredo, una vittoria)

Per sempre Alfredo
- 2022 (Trek-Segafredo, due vittorie)

4ª tappa Volta a la Comunitat Valenciana (Orihuela > Torrevieja)
2ª tappa International Tour of Hellas (Amarousio > Itea)
- 2023 (Q36.5 Pro Cycling Team, due vittorie)

Clásica de Almería
Grand Prix d'Isbergues
- 2025 (Q36.5 Pro Cycling Team, cinque vittorie)

5ª tappa AlUla Tour (AlUla Camel Cup Track > AlUla Camel Cup Track)
Grand Prix Criquielion
1ª tappa International Tour of Hellas (Patrasso > Agrinio)
5ª tappa International Tour of Hellas (Maratona > Atene)
2ª tappa Vuelta a Burgos (Cilleruelo de Abajo > Buniel)

### Altri successi
- 2018 (Polartec-Kometa)

Classifica a punti Tour of Antalya

## Piazzamenti

### Grandi Giri
- Giro d'Italia

2019: non partito (11ª tappa)
2021: 141º
2025: 152º
- Vuelta a España

2020: fuori tempo massimo (7ª tappa)

### Classiche monumento
- Milano-Sanremo

2023: 156º
- Parigi-Roubaix

2023: ritirato
2025: 80º

### Competizioni mondiali
- Campionati del mondo

Bergen 2017 - In linea Under-23: 114º

### Competizioni continentali
- Campionati europei

Herning 2017 - In linea Under-23: 104º